# Arreton
Arreton è un villaggio e parrocchia civile della contea dell'Isola di Wight, in Inghilterra.